# 1970 في الهند
فيما يلي قوائم الأحداث التي وقعت خلال عام 1970 في الهند.

## سياسة

### تعيين في المنصب
- 27 يونيو – أنديرا غاندي وزير الشؤون الداخلية [الإنجليزية]‏.

### انتهاء فترة المنصب
- 27 يونيو – أنديرا غاندي وزير المالية الهندي [الإنجليزية]‏.
- 16 ديسمبر – محمد هداية الله Chief Justice of India [الإنجليزية]‏.

## مواليد

### يناير
- 1 يناير – زيشان علي لاعب كرة مضرب هندي.

### يونيو
- 1 يونيو – مادهافان ممثل هندي.

### أغسطس
- 6 أغسطس – إم. نايت شيامالان
- 16 أغسطس – سيف علي خان

### سبتمبر
- 1 سبتمبر – بادما لاكشمي

### أكتوبر
- 8 أكتوبر – غوري خان منتجة أفلام هندية.

### نوفمبر
- 4 نوفمبر – تابو ممثلة هندية.

### ديسمبر
- 20 ديسمبر – سهيل خان
- 25 ديسمبر – ناجما ممثلة هندية.

## وفيات

### يوليو
- 2 يوليو – جيسي ستريت (مواليد 1889) كاتبة أسترالية.

### نوفمبر
- 21 نوفمبر – تشاندراسيخارا رامان (مواليد 1888) فيزيائي هندي.